# Deutsches Meisterschaftsrudern 1997
Das 108. Deutsche Meisterschaftsrudern wurde 1997 in Duisburg ausgetragen. Wie im Vorjahr wurden in 23 Bootsklassen Medaillen vergeben, davon 14 bei den Männern und 9 bei den Frauen. Es kam jedoch zu einer Änderung: Bei den Frauen wurde der Leichtgewichts-Vierer durch den Leichtgewichts-Doppelvierer ersetzt.

## Medaillengewinner

### Männer
| Bootsklasse                           | Gold | Silber | Bronze |
| ------------------------------------- | --- | --- | --- |
| Einer                                 | Johannes Barth (Ulmer RC Donau) | André Mücke (Potsdamer RG) | Thorsten Schmidt (DRC von 1884 Hannover) |
| Doppelzweier                          | Rgm. RTHC Bayer Leverkusen / Hallesche Rvg. Böllberg-Nelson Stephan Volkert Andreas Hajek | Rgm. Breisacher RV / ORC Rostock von 1956 Sebastian Mayer Marko Schwalbe | Rgm. SC Berlin / ORC Rostock von 1956 Christian Hornemann Andreas Müller |
| Zweier ohne Steuermann                | Rgm. Ratzeburger RC / Würzburger RV Bayern Wolfram Huhn Ingmar Guhl | Rgm. Schleißheimer RC / RK am Wannsee Berlin Sven Ueck Heino Zeidler | Rgm. Münchener RC von 1880 / Regensburger RV von 1898 Henrik Loth Peter Kratky |
| Zweier mit Steuermann                 | Rgm. RTHC Bayer Leverkusen / Bonner RG / WSV Bad Honnef Thorsten Jonischkeit Stephan Zuther Jörg Dederding (Stm.) | Rgm. Koblenzer RC Rhenania / Cochemer RG Ingo Zucchet André Schallenberger Claus Müller-Gatermann (Stm.) | RV Münster von 1882 Andreas Lütkefels Falko Fugel Nils Warnke (Stm.) |
| Doppelvierer                          | Rgm. Ratzeburger RC / SC Berlin / Breisacher RV / Koblenzer RC Rhenania Jens Burow Marco Geisler Sebastian Mayer Stefan Roehnert | Rgm. RV Friedrichshafen / RG Ghibellinia Waiblingen Andreas Schwab Manuel Strauch Michael Bauner Max von Lüttichau | Rgm. SC Berlin / RC Allemannia von 1866 Hamburg / ORC Rostock von 1956 / IGOR Offenbach Wolf Bussian Benjamin Müller Christian Hornemann Kai Olbrich                                                                                   |
| Vierer ohne Steuermann                | Rgm. Limburger CfW / RRG Mülheim / Ruderclub Westfalen Herdecke 1929 Matthias Kleinz Christian Schneider Jens Kleinschmidt Frank Flörke | Rgm. Potsdamer RG / ARC Würzburg / Oldenburger RV / Berliner Ruder-Club Stefan Heinze Uwe Steenblock Stefan Forster Kai Horl | Rgm. RG Wiking Berlin / RV Münster von 1882 / RC Tegel 1886 Björn Redlich Dirk Meusel Hendrik Hirschfelder Martin Asholt |
| Vierer mit Steuermann                 | Rgm. Schleißheimer RC / Münchener RC von 1880 / RC Nassovia Höchst / RG Wiking Berlin Lars Erdmann Wolfram Thiele Sven Ueck Heino Zeidler Olaf Kaska (Stm.) | RC Neumünster Lars Schröder Jan Landgraf Kai Hamann Arne Landgraf Katja Allermann (Stf.) | Rgm. RC Hansa Dortmund / Dresdner RC 1902 / Limburger CfW / RG Wiesbaden-Biebrich 1888 Sebastian Schulte Klaus Ploke Jan Pötschke Tobias Jung Guido Groß (Stm.)                                                                        |
| Achter                                | Rgm. RC Hansa Dortmund / Potsdamer RG / RK am Baldeneysee Essen / RRG Mülheim / Münchener RC von 1880 / Dresdner RC 1902 / RG Wertheim Sebastian Thormann Mark Kleinschmidt Jochen Lerche Robert Sens Detlef Kirchhoff Enrico Schnabel Ulrich Viefers Ike Landvoigt Peter Thiede (Stm.) | Rgm. RC Hansa Dortmund / Dresdner RC 1902 / RV Münster von 1882 / RV Emscher Wanne-Eickel-Herten / RV Oberhausen / RC Hamburg / RV Saarbrücken / Regensburger RTK 1890 / RRG Mülheim Jörg Wagner Alexander Palfner Jochen Ristig Ulf Siemes Jörg Dießner Bernd Heidicker Philipp Stüer Volker Utesch Felix Erdmann (Stm.) | Rgm. Berliner Ruder-Club / RC Tegel 1886 / RG Rotation Berlin / DRC von 1884 Hannover Ulrich Britting Arnold Schulze Robert Engelhorn Thomas Jung Frank Richter Johannes-Maria Galandi Stefan Kötitz Marc Weber Axel Beutelmann (Stm.) |
| Leichtgewichts-Einer                  | Christian Dahlke (RC Allemannia von 1866 Hamburg) | Christian von Gyldenfeldt (ESV Lingen) | Tim Schönberg (Der Hamburger und Germania RC) |
| Leichtgewichts-Doppelzweier           | Rgm. Mainzer RV von 1878 / Stuttgarter RG von 1899 Ingo Euler Bernhard Rühling | Rgm. Mainzer RV von 1878 / RG Ghibellinia Waiblingen Alexander Lutz Markus Baumann | Rgm. RV Bochum von 1920 / Bonner RG Lars Achtruth Hendrik Schenck |
| Leichtgewichts-Zweier ohne Steuermann | Rgm. RTHC Bayer Leverkusen / ORC Rostock von 1956 Herbert Vogt Malte-Tobias Wittek | Rgm. RC Tegel 1886 / Regensburger RTK 1890 Jan Plock Björn Endruweit | Rgm. Bamberger RG von 1884 / RV Nürnberg von 1880 Alexander Schock Andreas Tannert |
| Leichtgewichts-Doppelvierer           | Rgm. Mainzer RV von 1878 / Stuttgarter RG von 1899 / VWS Mannheim Andreas Lutz Wolfgang Handel Ingo Euler Bernhard Rühling | Rgm. Mainzer RV von 1878 / Neusser RV / RG Ghibellinia Waiblingen Markus Baumann Frank Mager Oliver Ibielski Alexander Lutz | Rgm. RC Allemannia von 1866 Hamburg / Ulmer RC Donau / Bonner RG / WSV Honnef Jens Fischer Florian Puls Martin Fauck Franz Mayer |
| Leichtgewichts-Vierer ohne Steuermann | Rgm. RK am Wannsee Berlin / Potsdamer RC Germania / Würzburger RV Bayern Roland Händle Marcus Mielke Jan Herzog Martin Weis | Rgm. RC Witten / RK am Wannsee Berlin / RG Wiking Berlin Vladimir Vukelic Andreas Bech Stefan Locher Martin Hasse | Rgm. RG Wiking Berlin / Vegesacker RV Steffen Pohl Tobias Pickert Marcus Seitz Carsten Borchardt |
| Leichtgewichts-Achter                 | Rgm. Potsdamer RC Germania / RK am Wannsee Berlin / Regensburger RTK / RC Tegel 1886 / Würzburger RV Bayern / ORC Rostock von 1956 Roland Händle Björn Endruweit Jan Plock Martin Weis Malte-Tobias Wittek Bernhard Stomporowski Jan Herzog Marcus Mielke Anika Selle (Stf.)            | Rgm. RG Wiking Berlin / RC Witten / RK am Wannsee Berlin / DRC von 1884 Hannover / Würzburger RV Bayern / Schweinfurter RC Franken / RC Tegel 1886 / Potsdamer RG Matthias Edeler Tobias Müller Dirk Jenny Axel Schuster Vladimir Vukelic Andreas Bech Stefan Locher Martin Hasse Erik Klotz (Stm.)                       | RG Wiking Berlin Lars Ziegner Anselm Roth Iradj El-Qalqili Jan Bredemeier Thomas Schäfer Carsten Brzeski Marco Seitz Carsten Borchardt Olaf Kaska (Stm.)                                                                               |

### Frauen
| Bootsklasse                 | Gold | Silber | Bronze |
| --------------------------- | --- | --- | --- |
| Einer                       | Daniela Molle (RV Wandsbek) | Claudia Barth (Ulmer RC Donau) | Kerstin Köppen (Potsdamer RG) |
| Doppelzweier                | Rgm. Potsdamer RG / SC Berlin Kathrin Boron Katrin Rutschow | Rgm. RC Magdeburg / Hallesche Rvg. Böllberg-Nelson Manuela Lutze Jana Thieme | Rgm. Potsdamer RG / SC Berlin Manja Kowalski Nicole Steiner |
| Zweier ohne Steuerfrau      | Rgm. RK am Wannsee Berlin / Potsdamer RG Kathleen Naser Gerte John | RV Saarbrücken Antje Maaß Anke Weiler | Rgm. Mainzer RV von 1878 / RRG Mülheim Jutta Schausten Cora Zillich |
| Doppelvierer                | Rgm. Potsdamer RG / Hallesche Rvg. Böllberg-Nelson / Ratzeburger RC / RC Magdeburg Kerstin Köppen Jana Thieme Meike Evers Manuela Lutze                                                                                              | Rgm. Potsdamer RG / DRC von 1884 Hannover / Dresdner RC 1902 / RG Hansa Hamburg Maren Derlien Claudia Blasberg Marita Scholz Kerstin Kowalski | Rgm. Potsdamer RG / RV Saarbrücken / RV Wandsbek Daniela Molle Lenka Wech Manja Kowalski Kathrin Boron |
| Vierer ohne Steuerfrau      | Rgm. RV Saarbrücken / Dresdner RC 1902 Kathrin Henker Anja Pyritz Dana Pyritz Sandra Goldbach | Rgm. RK am Baldeneysee Essen / ETuF Essen Kristina Erbe Pia Coenen Anna Coenen Elke Hipler | Rgm. RG Rotation Berlin / SC Berlin / RC Hansa Dortmund Silke Günther Kathrin Haacker Johanna Prinz Stefanie Vogel |
| Achter                      | Rgm. RV Saarbrücken / RG Rotation Berlin / SC Berlin / RC Hansa Dortmund / Dresdner RC 1902 Silke Günther Anja Pyritz Dana Pyritz Sandra Goldbach Kathrin Henker Kathrin Haacker Johanna Prinz Stefanie Vogel Monique Richter (Stf.) | Rgm. RK am Baldeneysee Essen / ETuF Essen / RRG Mülheim / WSV Godesberg / RV Saarbrücken / RV Emscher Wanne-Eickel Herten Andrea Martini Carolin Schäfer Anke Weiler Antje Maaß Kristina Erbe Pia Coenen Anna Coenen Elke Hipler Annina Ruppel (Stf.) | Rgm. Potsdamer RG / RK am Wannsee Berlin / RG Wiking Leipzig / SC Berlin-Grünau / Dresdner RC 1902 Kathleen Naser Gerte John Jana Müller Katrin Rehme Heike Aßmus Yvonne Kielgaß Anja Süptitz Julia Sturzenbecher Doreen Schnell (Stf.) |
| Leichtgewichts-Einer        | Valerie Viehoff (Siegburger RV 1910) | Karin Stephan (Ludwigshafener RV von 1878) | Katja Cadorin (Hanauer RG 1879) |
| Leichtgewichts-Doppelzweier | Rgm. Deutscher Ruder-Club von 1884 / Karlsruher RV Wiking Michelle Darvill Angelika Brand | Rgm. Potsdamer RG / Siegburger RV 1910 Anika Selle Valerie Viehoff | Ratzeburger RC Petra Havemann Ann Kristin Fricke |
| Leichtgewichts-Doppelvierer | Rgm. DRC von 1884 Hannover / Karlsruher RV Wiking / Siegburger RV 1910 / Ludwigshafener RV von 1878 Michelle Darvill Angelika Brand Valerie Viehoff Karin Stephan                                                                    | Rgm. RG Wetzlar 1880 / Mainzer RV von 1878 / Frankfurter RG Germania / Potsdamer RG Kati Krause Christiane Brand Christine Morawietz Nicole Faust | Rgm. Rendsburger RV / Ratzeburger RC Petra Havemann Ann Kristin Fricke Janet Radünzel Gunda Reimers |